# 选址
选址就是（公司和政府）新设施地点确定的过程。选址涉及了估量对潜在地点的优点对新项目需求的契合度。这种做法于20世纪，政府和合资公司在国家和国际范围内的企业经营开拓新地域的过程中起源。

## 历史
选址在20世纪40年代和50年代通过了一些重要的美国政府项目被正式成文应用。包括洛斯阿拉莫斯国家实验室、漢福德原子反應廠和美國空軍軍官學校等确定为国家安全重要项目的当前位置的决定，需要一个彻底的评估过程。为这些项目的开发的选址程序，被提炼后成为私有部门的标准的做法。随着美国经济和人口在战后扩大，企业公司也是一样。大公司开始使用正式的选址程序，以确定新企业园区的理想地点，尤其是制造业务。

## 著名的项目

### 美國空軍軍官學校
美国空军于1947年成为一个新的独立军种，并通过立法创建一个美国的空军学院。国会认为学院选择最好的位置是尤为关键的，成立了空军学院选址委员会来管理这个任务。委员会评估在22个州的580多个地点后选择当前的科罗拉多斯普林斯站点 。

### 漢福德原子反應廠
汉福德核生产设备的选址因特殊原因而非常重要。核材料及核武器生产需要适合大规模地生产,偏远且免于自然灾害的土地。1942年军队工程师公司选定了华盛顿的西南部586英亩的土地，作為廠址。

### 宝马汽车制造工厂
1992年，宝马宣布，该公司将投资超过6.2亿美元，在Spartanburg发展一个新的制造工厂。 这家工厂自从大众汽车公司在1992年关闭其宾夕法尼亚州的工厂以来，由欧洲汽车制造商在美国开设的第一家。宝马花了三年时间，评估超过250个地点，然后选择南卡罗来纳州。

## 选址过程
选址过程包括对潜在地点的优点测量，然后根据项目需要的详细评估。这个过程通常包括选择和评价社区，房地产网站分析和收购，并可能包括税收优惠谈判。 
根据美国通用服务管理，选址的考虑因素应在资本开发过程的尽早开始，在预先计划的讨论中发挥了重要的作用。
这个过程包括以下步骤：
1. 定义项目的标准
2. 评估社区
3. 根据项目的标准，创建社区的短名单
4. 确定每个入围社区内的房地产用地
5. 房地产分析
6. 协商税收优惠政策
7. 现场采集

联邦项目的详细选址通常需要9个月，而私营部门项目则需要4至6个月。根据环境分析的水平，国家环境保护法可能会延长联邦机构的选址时间表。

## 目前应用
正式选址如今被广泛采用。美国联邦政府和所有联邦机构要求新设施的发展遵循内部选址程序。虽然不能作为普遍的，许多州政府和州政府机构都遵循和出版了一套自己的选址指南。没有使用的要求，为民营企业的选址仍然被广泛使用，但比不上联邦机构。在民营企业，选址顾问被雇用来作复杂的项目，包括生产设施，企业总部和研发业务。对于政府和企业，工作可以由内部人员或外部顾问来执行。许多在发展新设施的大公司需求雇佣内部选址队。